# Balad (Irak)
Pour les articles homonymes, voir Balad.
Balad (en arabe : بلد), également translittérée Beled ou Belad, est une ville du gouvernorat de Saladin, en Irak, située à 80 km au nord de la capitale nationale, Bagdad.

## Géographie
Balad est la capitale du district de Balad et est située entre les villes sunnites d'Al Dhuluiya, Yathrib et Ishaqi.

## Histoire
Dans les derniers mois de 2014, la ville a été assiégée par l'État islamique d'Irak et les forces du Levant, facilement repoussées par les citoyens chiites de la ville et les forces de sécurité du gouvernement irakien.

### Attaque de 2016
Le 7 juillet 2016, des militants de l'État islamique ont attaqué le tombeau de Muhammad ibn Ali al-Hadi, fils d'Ali al-Hadi et frère de Hasan al-Askari. Selon l'agence Reuters citant les forces de sécurité irakiennes, « au moins vingt personnes ont été tuées et cinquante autres blessées jeudi soir lors d'une attaque sur un mausolée chiite au nord de Bagdad ». Une voiture piégée a explosé à la porte extérieure du mausolée, permettant à plusieurs hommes armés de prendre d'assaut le site et de commencer à tirer sur les pèlerins lors d'une visite à l'occasion du festival Eid al-Fitr.

## Religion
Les habitants de Balad appartiennent principalement à la religion islamique chiite.